# 抱きしめあう愛
「抱きしめあう愛」は、1973年10月21日に発売された葵テルヨシの2枚目のシングル。

## 収録曲
- 両楽曲共に、作詞：山上路夫／作曲：筒美京平／編曲：高田弘

1. 抱きしめあう愛（2分45秒）
2. 家に帰ろう（2分47秒）